# Pernille Wibe
Pernille Bjørseth Wibe född 17 april 1988 är en norsk handbollsspelare, som spelar som mittsexa. 

## Karriär

### Klubblagsspel
Wibe spelade för norska klubben Bækkelagets SK till 2008. Byåsen IL blev hennes nästa klubb och där blev hon i tre säsonger innan hon spelade i två år för Larvik HK. Där vann hon två mästerskapstitlar innan hon fortsatt karriären utomlands i franska Issy Paris Hand men hon avslutade karriären 2017 då kontraktet med den franske klubben Issy Paris löpte ut i juni 2017. Hon gjorde comeback  2018, då hon skrev ett korttidskontrakt med Vipers Kristiansand efter att klubbens linjespiller Mathilde Kristensen blivit skadad. 2019-2020 spelade hon fortsatt med Vipers.

### Landslag
26 mars 2011 fick Wibe debutera i det norska A-landslaget mot Ryssland. Hon blev samme år uttagen i bruttotroppen till VM 2011, men var inte bland de 16 som fick spela. Wibe blev åter uttagen till Møbelringen Cup 2013 och kämpade om den sista VM-platsen till VM 2013 i Serbien, men missade även denna gång nålsögat. Året efter fick hon sin mästerskapsdebut under EM 2014 och var med i det norske laget som blev europamästare. Wibe var också i Norges trupp som vann världsmästerskapet i handboll för damer 2015. Wibe spelade sin sista landskamp 2016. Hon deltog aldrig i någon OS-turnering.

## Privatliv
Wibe studerer för en mastersgrad i ledning och organisationspsykologi i Oslo.